# Vattenfall Cyclassics de 2012
A 17.ª edição da Vattenfall Cyclassics teve lugar em 19 de agosto de 2012. Trata-se da 23.ª prova do UCI WorldTour de 2012.

## Apresentação

### Percorrido
Por relatório aos anos precedentes, a prova volta a um quilometragem mais tradicional para uma clássica aparte inteira, a saber 245,9 quilómetros. Isso representa uma hora além de carreira aproximadamente. Uma tal distancia já não tinha estado proposta desde a edição 2006.

### Equipas
O organizador comunicou a lista das equipas convidadas em 17 de abril  de  2012. 20 equipas participam nesta Vattenfall Cyclassics - 18 ProTeams e 2 equipas continentais profissionais :
| Nome da equipa          | País              | Código |
| ----------------------- | ----------------- | ------ |
| AG2R La Mondiale        | França            | ALM    |
| Astana Pro Team         | Cazaquistão       | AST    |
| BMC Racing              | Estados Unidos    | BMC    |
| Euskaltel-Euskadi       | Espanha           | TIDOS  |
| FDJ-BigMat              | França            | FDJ    |
| Garmin-Sharp            | Estados Unidos    | GRS    |
| Katusha                 | Rússia            | KAT    |
| Lampre-ISD              | Itália            | LAM    |
| Liquigas-Cannondale     | Itália            | LIQ    |
| Lotto-Belisol           | Bélgica           | LTB    |
| Movistar                | Espanha           | MOV    |
| Omega Pharma-Quick Step | Bélgica           | OPQ    |
| Orica-GreenEDGE         | Austrália         | OGE    |
| Rabobank                | Países Baixos RAB |        |
| RadioShack-Nissan       | Luxemburgo        | RNT    |
| Saxo Bank-Tinkoff Bank  | Dinamarca         | STB    |
| Team Sky                | Reino Unido       | SKY    |
| Vacansoleil-DCM         | Países Baixos     | VCD    |

| Nome da equipa | País          | Código |
| -------------- | ------------- | ------ |
| Argos-Shimano  | Países Baixos | ARG    |
| NetApp         | Alemanha      | APP    |

### Favoritos
O alemão André Greipel, em seu país, bem como Tom Boonen ou Edvald Boasson Hagen estão citados como principais favoritos. Arnaud Démare, Peter Sagan ou Mark Renshaw fazem figura de outsiders.

## Relato da carreira
O francês Arnaud Démare leva-o ao sprint e resulta a 20 anos só o mais jovem vencedor da prova.

## Classificação final
|    | Corredor             | Equipa                  |    | Tempo             | Pontos UCI |
| -- | -------------------- | ----------------------- | -- | ----------------- | ---------- |
| 1  | Arnaud Démare        | FDJ-BigMat              | em | '6 h 03 min 20 se | 80         |
| 2  | André Greipel        | Lotto-Belisol           | +  | m.t               | 60         |
| 3  | Giacomo Nizzolo      | RadioShack-Nissan       |    | m.t               | 50         |
| 4  | Tom Boonen           | Omega Pharma-Quick Step |    | m.t               | 40         |
| 5  | Edvald Boasson Hagen | Team Sky                |    | m.t               | 30         |
| 6  | Mark Renshaw         | Rabobank                |    | m.t               | 22         |
| 7  | Heinrich Haussler    | Garmin-Sharp            |    | m.t               | 14         |
| 8  | Manuel Belletti      | AG2R La Mondiale        |    | m.t               | 10         |
| 9  | Tom Veelers          | Argos-Shimano           |    | m.t               | -          |
| 10 | Borut Božič          | Astana Pro Team         |    | m.t               | 2          |

## Lista dos participantes
| - Team Sky - 1 : Edvald Boasson Hagen - 2 : Alex Dowsett - 3 : Bernhard Eisel - 4 : Jeremy Hunt - 5 : Christian Knees - 6 : Salvatore Puccio - 7 : Luke Rowe - 8 : Geraint Thomas - Lotto-Belisol - 11 : André Greipel - 12 : Lars Ytting Bak - 13 : Francis De Greef - 14 : Gert Dockx - 15 : Gregory Henderson - 16 : Jürgen Roelandts - 17 : Marcel Sieberg - 18 : Dennis Vanendert - Astana Pro Team - 21 : Borut Božič - 22 : Maxim Iglinskiy - 23 : Dmitriy Fofonov - 24 : Francesco Gavazzi - 25 : Andriy Grivko - 26 : Jacopo Guarnieri - 27 : Dmitriy Muravyev - 28 : Simone Ponzi - Liquigas-Cannondale - 31 : Federico Canuti - 32 : Kristjan Koren - 33 : Dominik Nerz - 34 : Daniel Oss - 35 : Fabio Sabatini - 36 : Juraj Sagan - 37 : Peter Sagan - 38 : Alessandro Vanotti - Katusha - 41 : Maxim Belkov - 42 : Óscar Freire - 43 : Vladimir Gusev - 44 : Marco Haller - 45 : Alexander Kristoff - 46 : Rüdiger Selig - 47 : Alexey Tsatevitch - 48 : Maxime Vantomme | - Omega Pharma-Quick Step - 51 : Bert Grabsch - 52 : Gerald Ciolek - 53 : Guillaume Van Keirsbulck - 54 : Marco Bandiera - 55 : Matteo Trentin - 56 : Nikolas Maes - 57 : Stijn Vandenbergh - 58 : Tom Boonen - BMC Racing - 61 : Adam Blythe - 62 : Marcus Burghardt - 63 : Martin Kohler - 64 : Marco Pinotti - 65 : Manuel Quinziato - 66 : Greg Van Avermaet - 67 : Danilo Wyss - 68 : Klaas Lodewyck - RadioShack-Nissan - 71 : Tony Gallopin - 72 : Ben Hermans - 73 : Giacomo Nizzolo - 74 : Nélson Oliveira - 75 : Yaroslav Popovych - 76 : Joost Posthuma - 77 : Jesse Sergent - 78 : Robert Wagner - Orica-GreenEDGE - 81 : Baden Cooke - 82 : Matthew Goss - 83 : Daryl Impey - 84 : Brett Lancaster - 85 : Jens Mouris - 86 : Stuart O'Grady - 87 : Svein Tuft - 88 : Matthew Wilson - Garmin-Sharp - 91 : Jack Bauer - 92 : Murilo Fischer - 93 : Heinrich Haussler - 94 : Andreas Klier - 95 : Daniel Martin - 96 : Jacob Rathe - 97 : Sep Vanmarcke - 98 : Fabian Wegmann | - Movistar - 101 : Rui Costa - 102 : Vasil Kiryienka - 103 : Ignatas Konovalovas - 104 : Beñat Intxausti - 105 : David López - 106 : Sergio Pardilla - 107 : Enrique Sanz - 108 : David Arroyo - Euskaltel-Euskadi - 111 : Samuel Sánchez - 112 : Ricardo Garcia - 113 : Ion Izagirre - 114 : Gorka Izagirre - 115 : Pablo Urtasun - 116 : Mikel Nieve - 117 : Egoi Martínez - 118 : Alan Pérez - Lampre-ISD - 121 : Leonardo Bertagnolli - 122 : Grega Bole - 123 : Matteo Bono - 124 : Vitaliy Buts - 125 : Massimo Graziato - 126 : Danilo Hondo - 127 : Alessandro Petacchi - 128 : Diego Ulissi - Rabobank - 131 : Jetse Bol - 132 : Theo Bos - 133 : Tom Leezer - 134 : Paul Martens - 135 : Michael Matthews - 136 : Mark Renshaw - 137 : Luis León Sánchez - 138 : Bram Tankink - Vacansoleil-DCM - 141 : Kris Boeckmans - 142 : Björn Leukemans - 143 : Maurits Lammertink - 144 : Gustav Larsson - 145 : Marco Marcato - 146 : Rob Ruijgh - 147 : Mirko Selvaggi - 148 : Frederik Veuchelen | - AG2R La Mondiale - 151 : Manuel Belletti - 152 : Mikaël Cherel - 153 : Martin Elmiger - 154 : Gregor Gazvoda - 155 : Kristof Goddaert - 156 : Sébastien Hinault - 157 : Sébastien Minard - 158 : Matteo Montaguti - FDJ-BigMat - 161 : Steve Chainel - 162 : Mickaël Delage - 163 : Arnaud Démare - 164 : Kenny Elissonde - 165 : Matthieu Ladagnous - 166 : Gabriel Rasch - 167 : Geoffrey Soupe - 168 : Arthur Vichot - Saxo Bank-Tinkoff Bank - 171 : Christopher Juul Jensen - 172 : Jarosław Marycz - 173 : Jonas Aaen Jørgensen - 174 : Juan José Haedo - 175 : David Tanner - 176 : Michael Mørkøv - 177 : Nick Nuyens - 178 : Jonathan Cantwell - Argos-Shimano - 181 : Marcel Kittel - 182 : Tom Veelers - 183 : Bert De Backer - 184 : Roy Curvers - 185 : Albert Timmer - 186 : Ramon Sinkeldam - 187 : Dominic Klemme - 188 : Roger Kluge - NetApp - 191 : Jan Bárta - 192 : Daniel Schorn - 193 : Andreas Schillinger - 194 : Leopold König - 195 : Andreas Dietziker - 196 : Bartosz Huzarski - 197 : Reto Hollenstein - 198 : Cesare Benedetti |